# Harold Hardwick

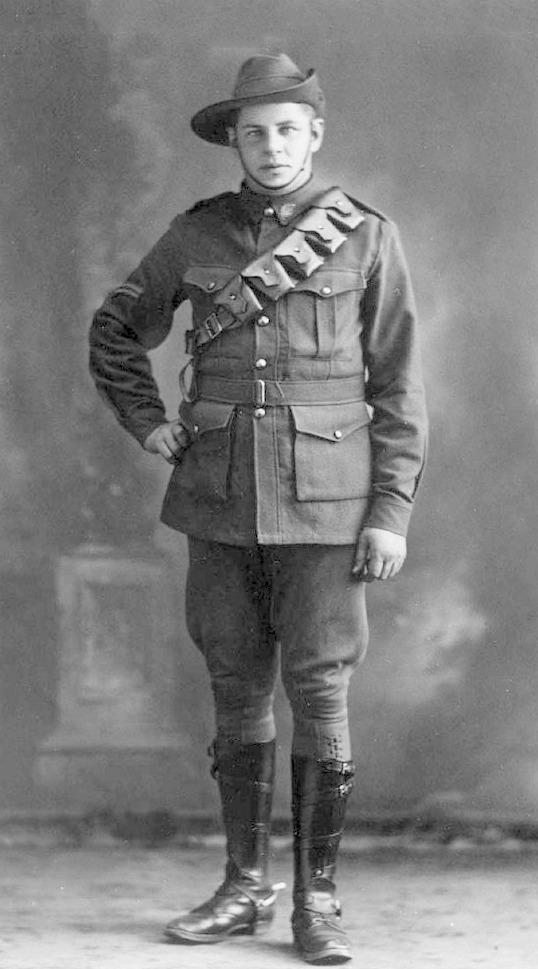
Harold Hardwick, 1919

Harold Hampton Hardwick (ur. 14 grudnia 1888 w Balmain, zm. 22 lutego 1959 w Rushcutters Bay) – australijski pływak, uczestnik Igrzysk w Sztokholmie, gdzie zdobył złoty medal w sztafecie 4 × 200 metrów stylem dowolnym oraz dwa brązowe medale na dystansach 400 i 1500 metrów dla reprezentacji Australazji.

## Wyniki olimpijskie
| Konkurencja                        | Eliminacje | Eliminacje           | Ćwierćfinały | Ćwierćfinały       | Półfinał        | Półfinał             | Finał           | Finał           | Miejsce |
| Konkurencja                        | Wynik      | Miejsce              | Wynik        | Miejsce            | Wynik           | Miejsce              | Wynik           | Miejsce         | Miejsce |
| ---------------------------------- | ---------- | -------------------- | ------------ | ------------------ | --------------- | -------------------- | --------------- | --------------- | ------- |
| 100 m stylem dowolnym              | 1:05,80    | 1. w swoim wyścigu Q | 1:06,00      | 3. w swoim wyścigu | → Nie awansował | → Nie awansował      | → Nie awansował | → Nie awansował |         |
| 400 m stylem dowolnym              | 5:36,00    | 1. w swoim wyścigu Q |              |                    | 5:31,00         | 1. w swoim wyścigu Q | 5:31,20         | 3.              |         |
| 1500 m stylem dowolnym             | 23:23,20   | 1. w swoim wyścigu Q |              |                    | 23:14,00        | 3. w swoim wyścigu Q | 23,15,40        | 3.              |         |
| sztafeta 4 × 200 m stylem dowolnym |            |                      |              |                    | 10:14,00        | 1. w swoim biegu Q   | 10:11,20        | 1.              |         |